# Kružná
Kružná je obec na Slovensku v okrese Rožňava. V obci žije 469 obyvatel. První písemná zmínka o obci pochází z roku 1327, kdy byla onačena jako Keurus. V dalších staletích byla obec nazývána Kewres (Kőris), Kerus, Kourus, Keurus, Kurus; v  roce 1906 byla uváděna jako Berzétekőrös nebo jen Kőrös; od roku 1920 se obec nazývala Kerešovce. Od roku 1948 má obec současný název –  Kružná.

## Kultura a zajímavosti

### Památky
- Reformovaný kostel, jednolodní stavba s pravoúhlým závěrem a představenou věží z roku 1692. Kostel byl klasicistně upravený v roce 1786. V roce 1786 prošel obnovou. V interiéru se nacházejí dvě protilehlé dřevěné empory umístěné na kratších stranách půdorysu a lavice z konce 18. století. Strop kostela je rovný, malovaný. Součástí interiéru je kazatelna z konce 18. století zdobená rostlinnými motivy, umístěna je uprostřed delší strany půdorysu. V kostele je uchovávána bohoslužebného stolní přikrývka z období postavení kostela (1695). Fasády kostela jsou hladké se segmentově ukončenými okny. Věž s půlkruhově ukončenými rezonančními otvory je členěna lizénami a ukončena jehlancovou helmicí.

- Římskokatolická kaple Nejsvětějšího srdce Ježíšova, jednolodní barokně-klasicistická stavba se segmentovým závěrem z roku 1880. Interiér kaple je zaklenut pruskými klenbami. Fasády jsou členěny lizénami. Malá střešní věž má jehlancovou helmici.

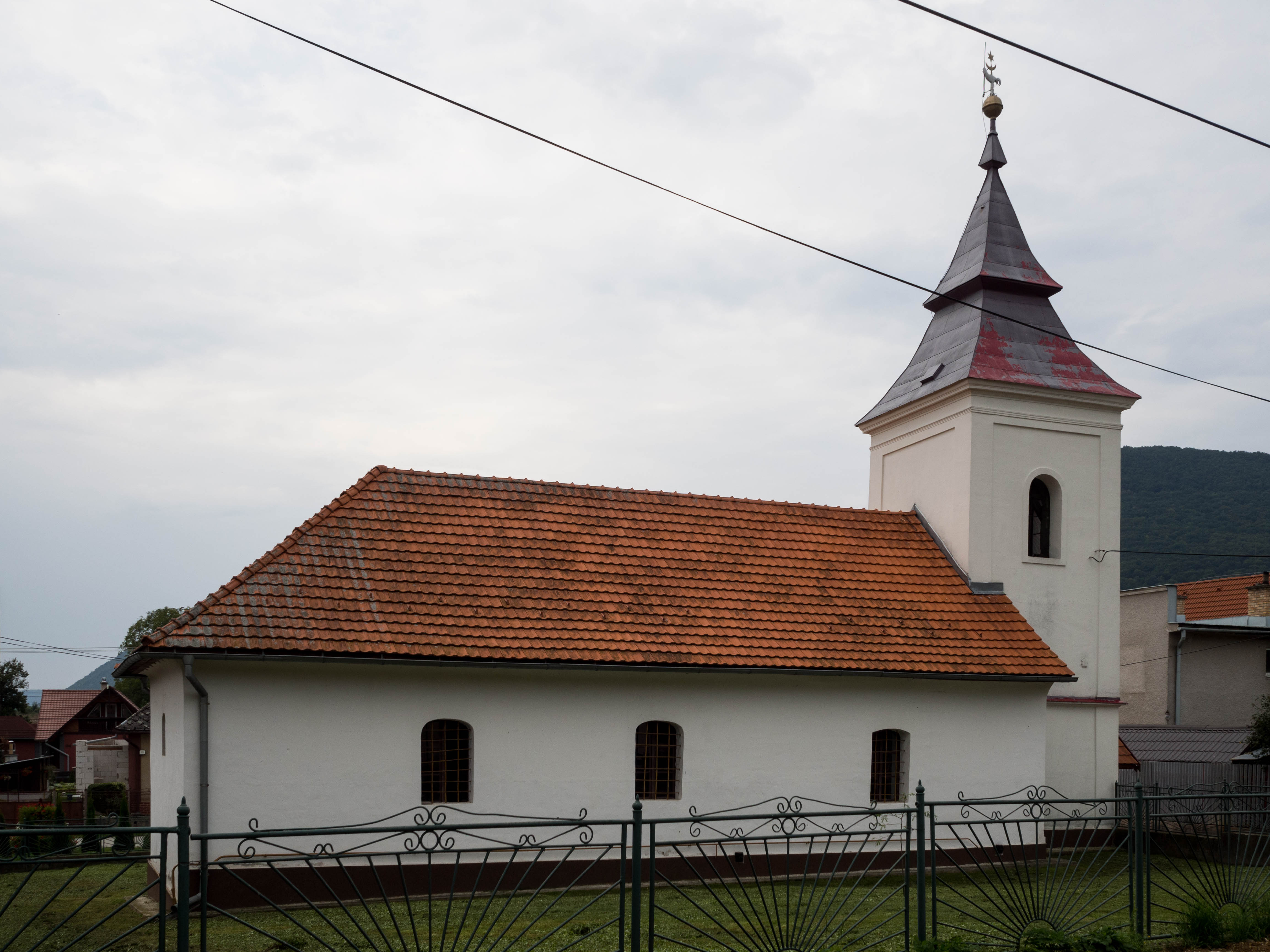
Reformovaný kostel
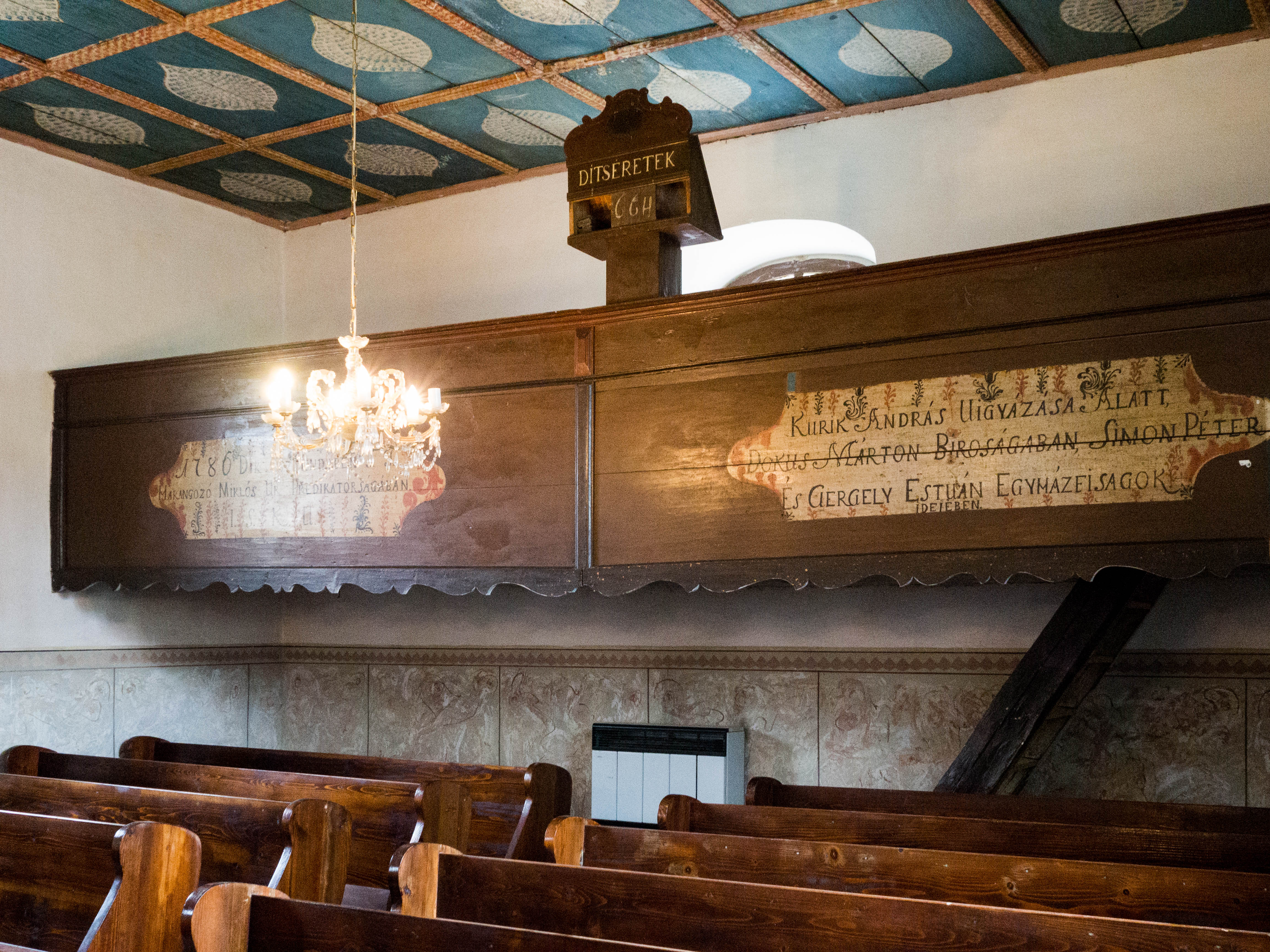
Interiér kostela
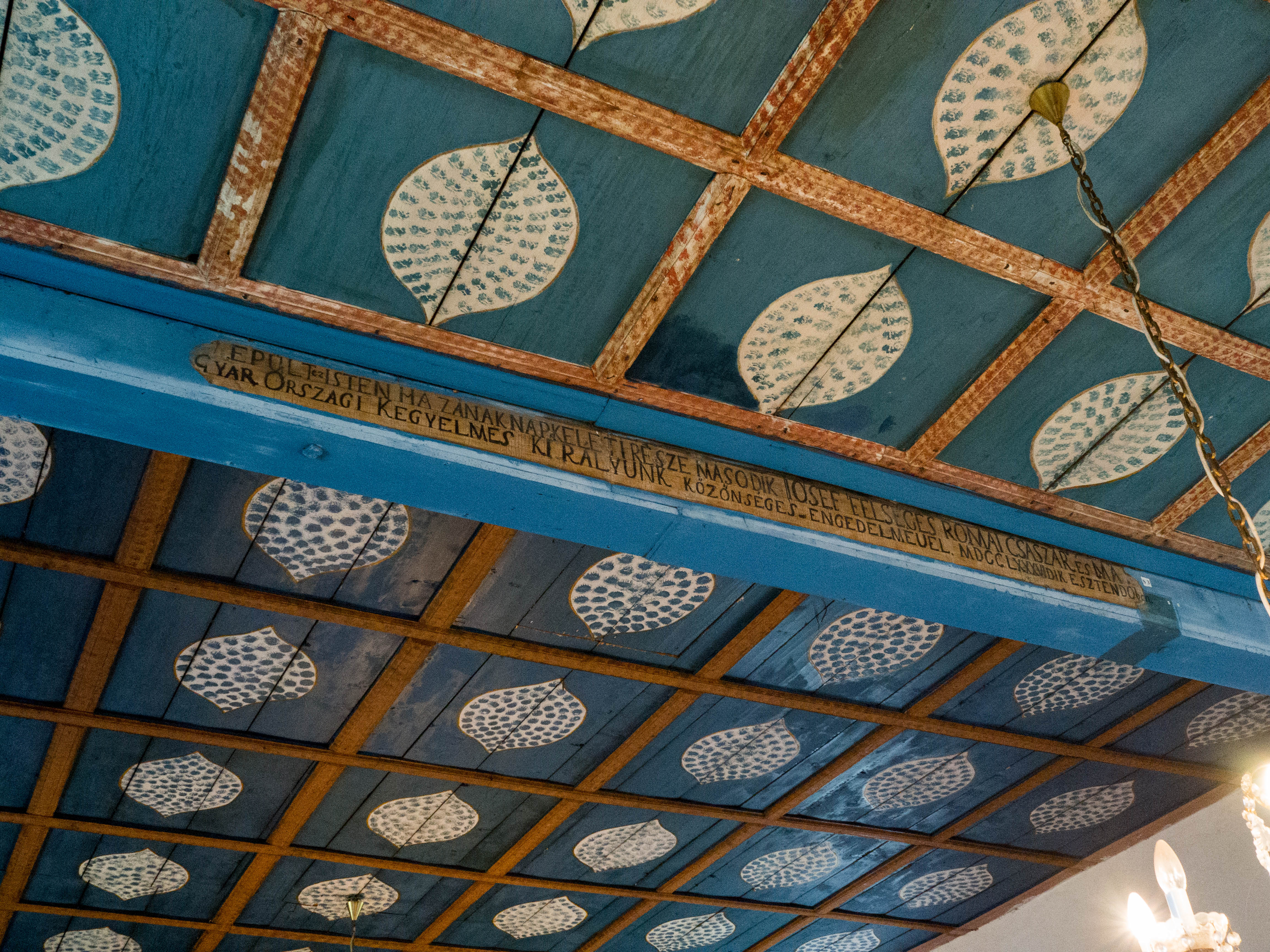
Kazetový strop
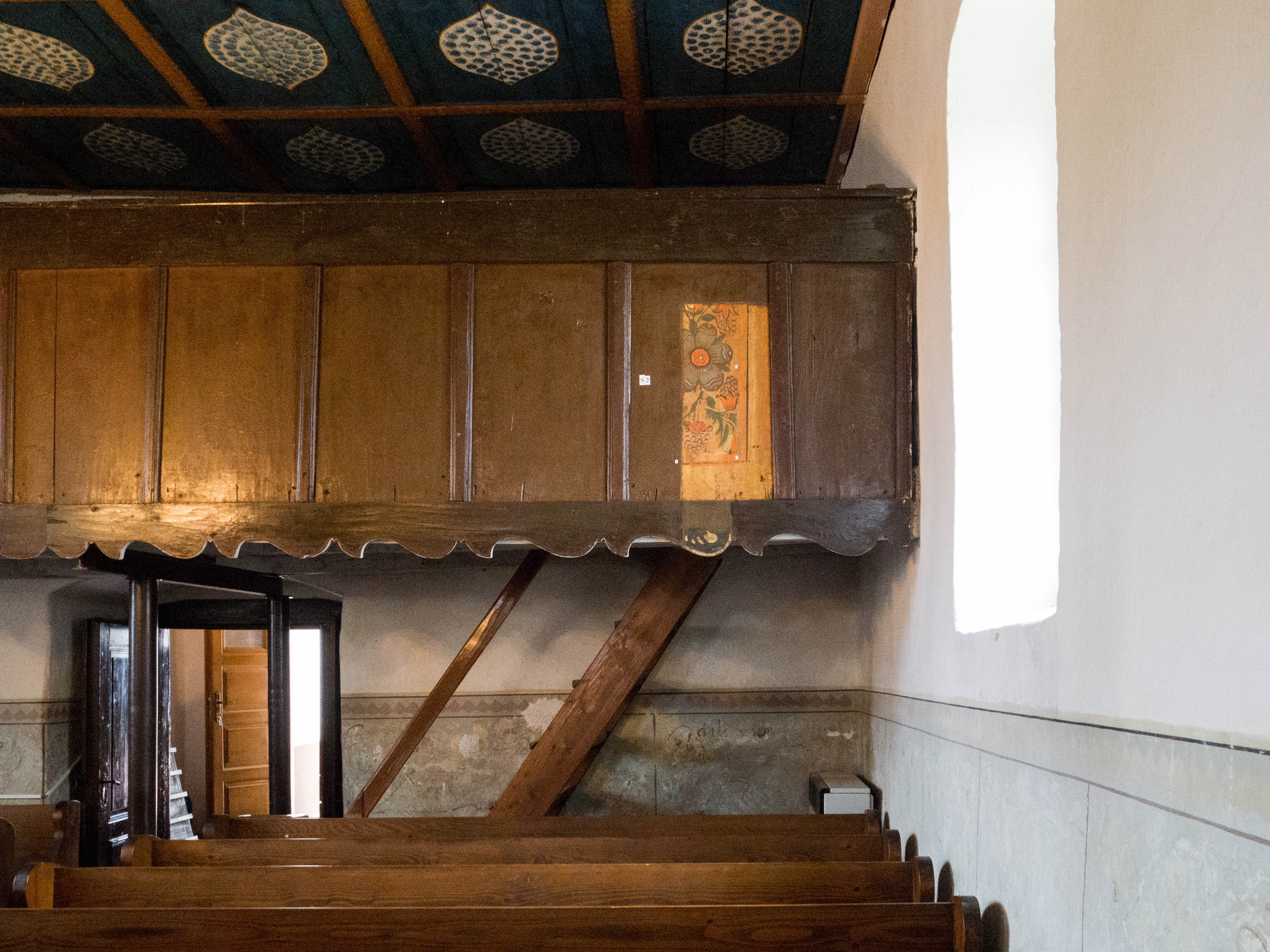
Detail empory
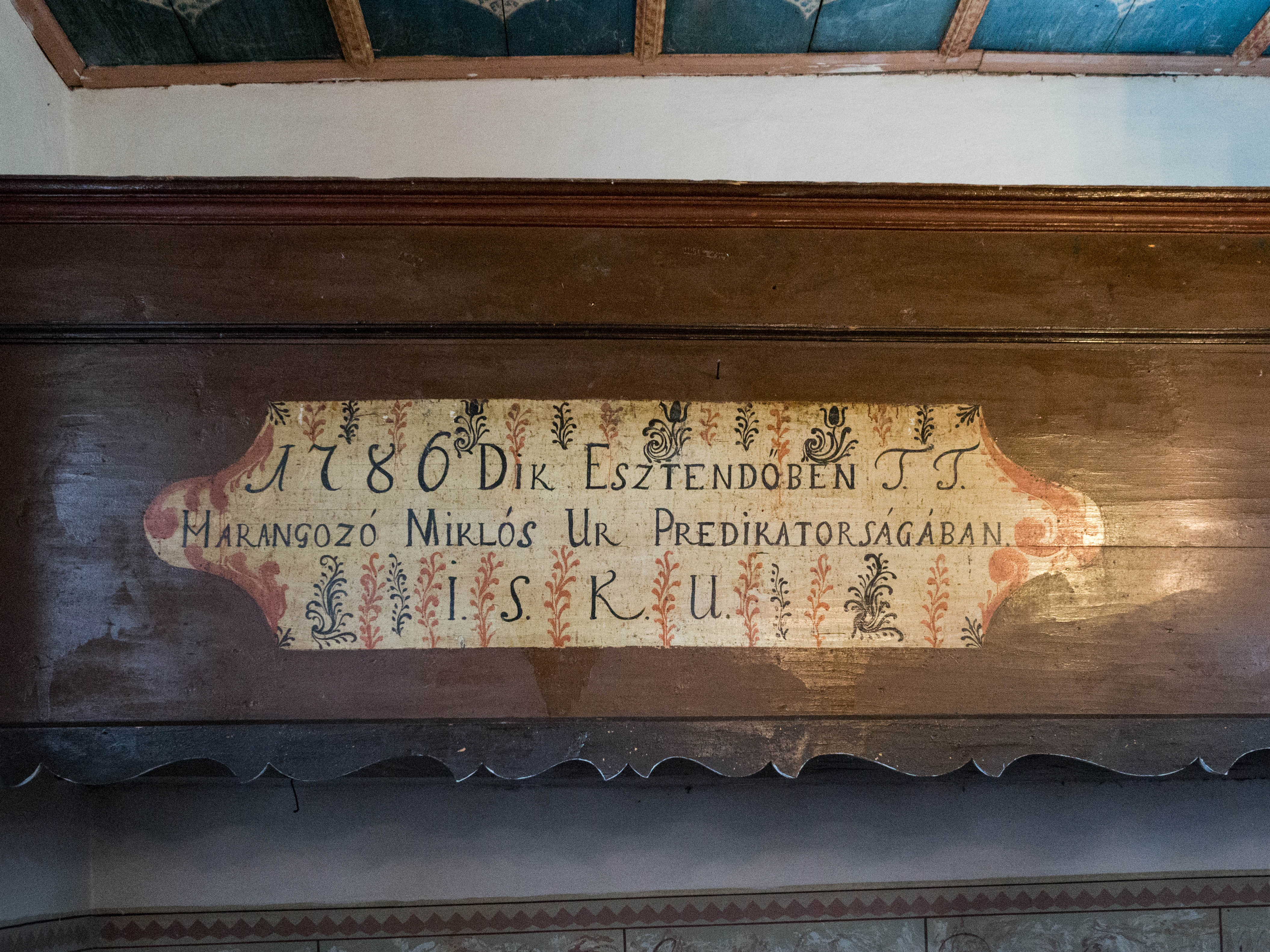
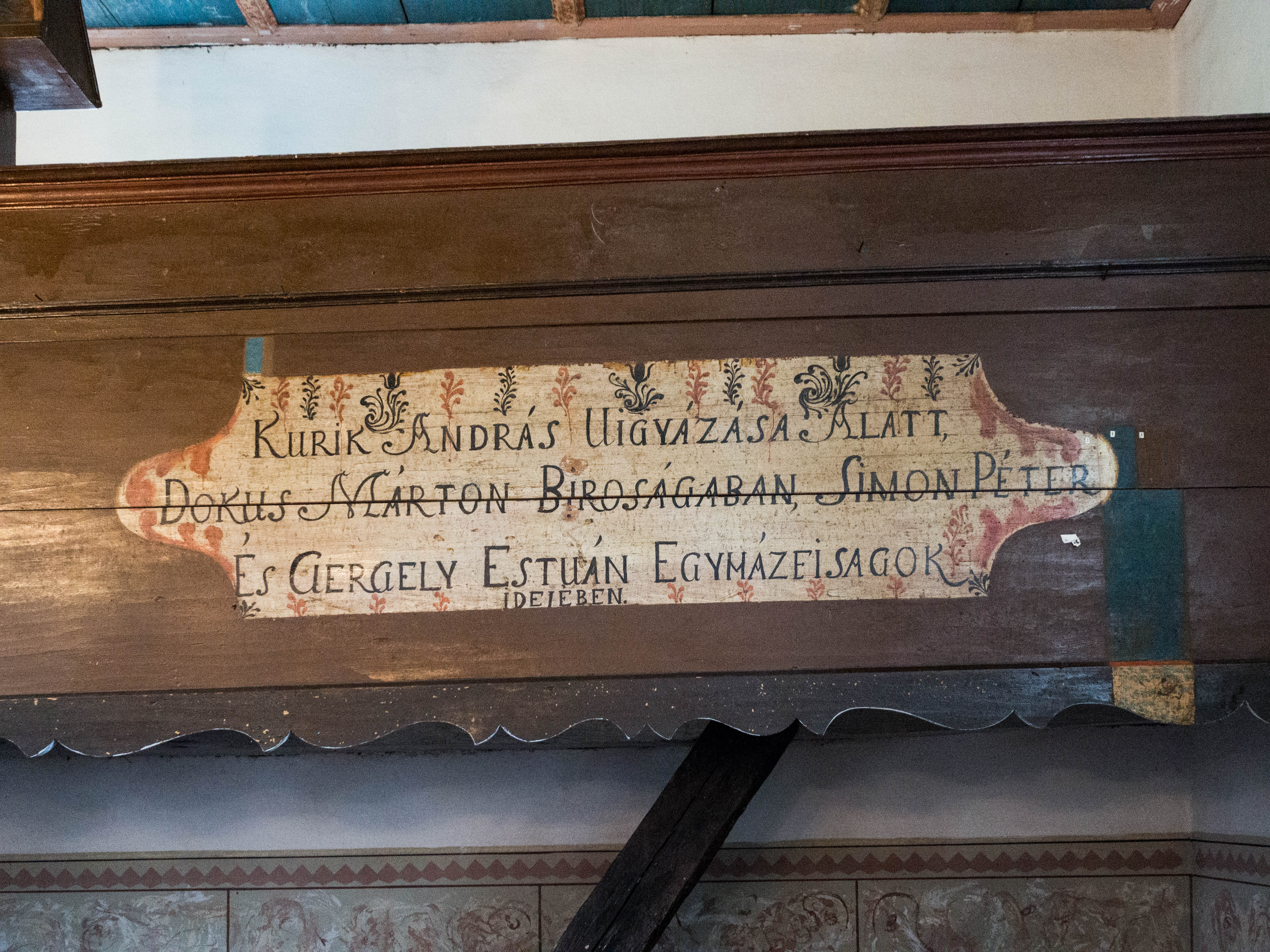